# Bracon
Bracon är en kommun i departementet Jura i regionen Bourgogne-Franche-Comté i östra Frankrike. Kommunen ligger i kantonen Salins-les-Bains som tillhör arrondissementet Lons-le-Saunier. År 2022 hade Bracon 355 invånare.

## Befolkningsutveckling
Antalet invånare i kommunen Bracon
Referens:INSEE